# Ogovea grossa
Espèce
Synonymes
- Ogovia grossa Hansen & Sørensen, 1904

Ogovea grossa est une espèce d'opilions cyphophthalmes de la famille des Ogoveidae.

## Distribution
Cette espèce est endémique du Gabon. Elle se rencontre vers l'Ogooué.

## Description
La femelle holotype mesure 3,75 mm.

## Systématique et taxinomie
Cette espèce a été décrite sous le protonyme Ogovia grossa par Hansen et Sørensen en 1904. Ogovia Hansen & Sørensen, 1904 étant préoccupé par Ogovia Holland, 1892 dans les Lépidoptères, il est remplacé par Ogovea par Roewer en 1923.

## Publication originale
- Hansen & Sørensen, 1904 : On Two Orders of Arachnida : Opiliones, Especially the Suborder Cyphophthalmi, and Riniculei, Namely the Family Cryptostemmatoidea. Cambridge University Press, Cambridge, p. 1–174 , (texte intégral).